# وليام فيتزجيرالد
وليام هنري جيرالد فيتزجيرالد (23 ديسمبر 1909 - 5 يناير 2006) كان مستثمرًا ومحسنًا أمريكيًا، وكان يشغل منصب سفير الولايات المتحدة في أيرلندا من عام 1992 إلى عام 1993. 

## السيرة الشخصية
ولد فيتزجيرالد في بوسطن في عام 1909، ونشأ في ويكفيلد القريبة من ماساتشوستس. بعد التحاقه بمدرسة سيفيرن في ولاية ماريلاند، دخل أكاديمية الولايات المتحدة البحرية في عام 1927 وتخرج منها في عام 1931. التحق بمدرسة الغواصات وتم تعيينه لاحقًا في المحطة البحرية بيرل هاربور، غادر البحرية في عام 1934 ليلتحق بكلية الحقوق بجامعة هارفارد. بعد بعض أن قام ببعض الاستثمارات الناجحة قرر فيتزجيرالد أن يترك كلية الحقوق ليتعلم تمويل الشركات. كان يعمل لدى شركة حليب بوردن حتى اُستدعي إلى البحرية في أبريل 1941.
أجرى فيتزجيرالد أبحاثًا على الغواصات خلال الحرب العالمية الثانية، وغادر البحرية في عام 1946، عمل في مجال المعادن حتى عام 1957 وأسس شركةً وباعها. عينه حاكم ولاية ماساتشوستس السابق كريستيان هيرتر في منصب داخل إدارة التعاون الدولي. في عام 1960 غادر فيتزجيرالد لدعم الحملة الرئاسية لريتشارد نيكسون. بعد أن خسر نيكسون الانتخابات الرئاسية عام 1960 عاد فيتزجيرالد إلى الأعمال الخاصة، وأصبح رئيسًا لشركة هايدروفويل. وخلال هذه السنوات استثمر أيضًا في سوق الأوراق المالية. شغل فيتزجيرالد لاحقًا مناصب في المركز الدولي لنزاعات الاستثمار (1975-1982)، والمجلس الاستشاري للرئيس للاستثمارات الدولية (1976-1978)، والمجلس الأطلسي الذي بدأ في عام 1976.
بعد انتخاب جورج بوش الأب عام 1988، تم تعيين فيتزجيرالد نائبا لرئيس صندوق التنمية الأفريقي. في عام 1989 تم تعيينه سفيرًا لدى أيرلندا من قبل الرئيس بوش. تسبب ترشيحه في بعض الجدل نظرًا لعمره (كان فيتزجيرالد في عمر الـ 80 عامًا في ذلك الوقت) وأيضاً لبعض الأخطاء التي ارتكبها خلال جلسة تأكيده.  أكد مجلس الشيوخ ترشيحه وقدم أوراق اعتماده إلى رئيسة أيرلندا ماري روبنسون في 26 يونيو 1992.  حصل على اللقب الرسمي (سفير فوق العادة ومفوض) وخدم حتى 5 يونيو 1993.
توفي فيتزجيرالد في مستشفى جامعة جورج واشنطن في 5 يناير 2006 بسبب تمدد الأوعية الدموية الأبهري. تم تسمية مركزWilliam HG FitzGerald Tennis Center في واشنطن على شرفه.

## روابط خارجية
- "Notable Graduate William H.G. FitzGerald". أكاديمية الولايات المتحدة البحرية. مؤرشف من الأصل في 2019-07-08. اطلع عليه بتاريخ 2017-04-23.
- "FitzGerald-Callaghan Lourdes Endowment Fund". فرسان مالطة. مؤرشف من الأصل في 2017-04-03. اطلع عليه بتاريخ 2017-04-24.